# Voie Sacrée

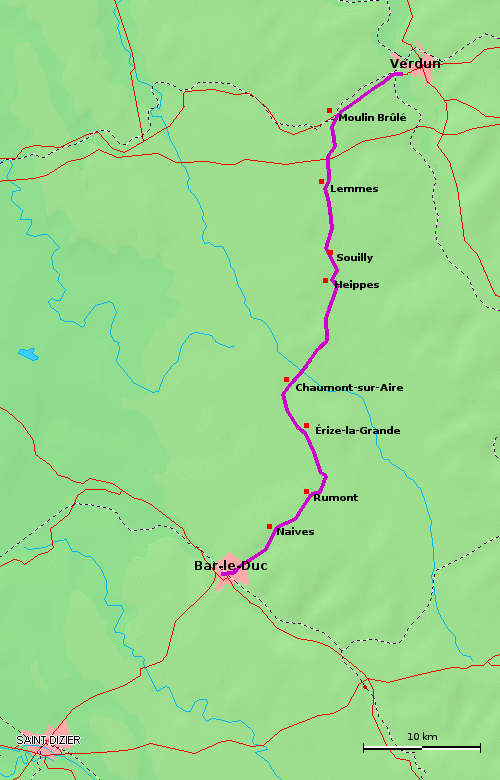
Kaart van de route

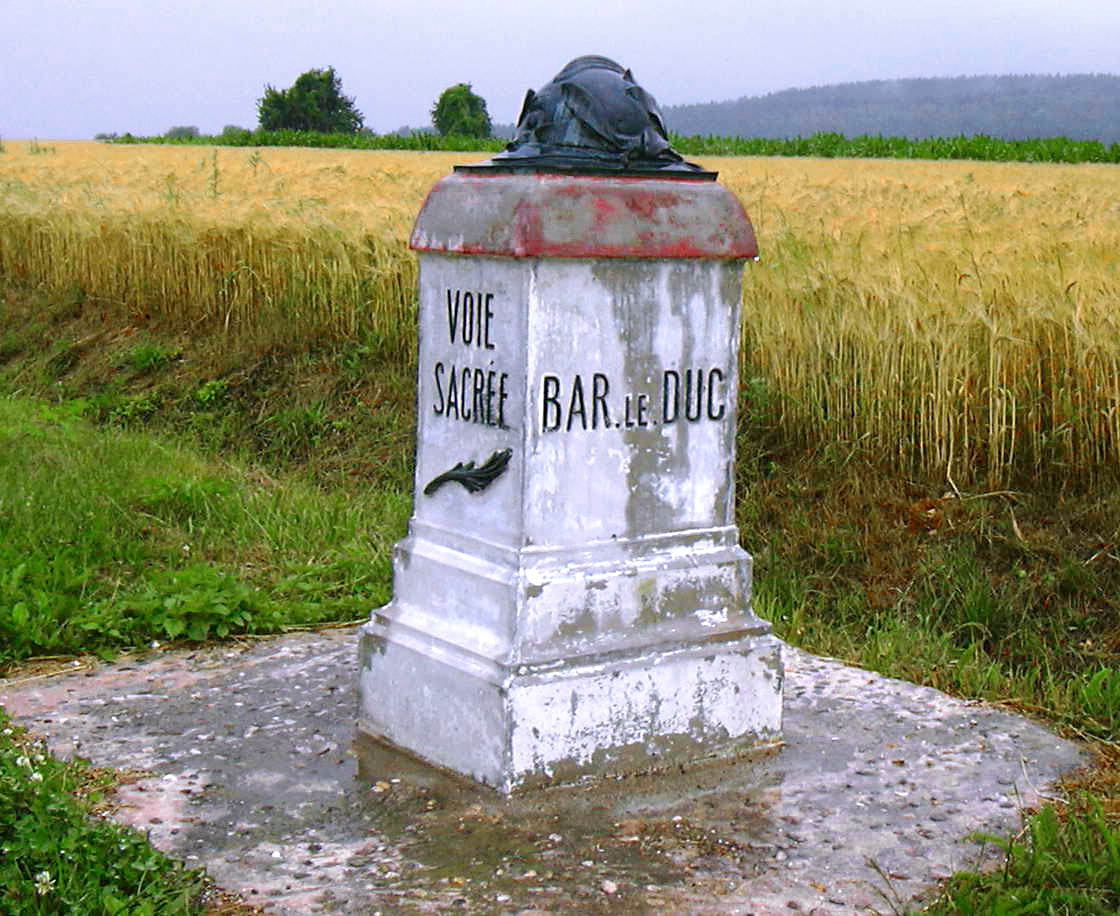
Kilometerpaal langs de Voie Sacrée

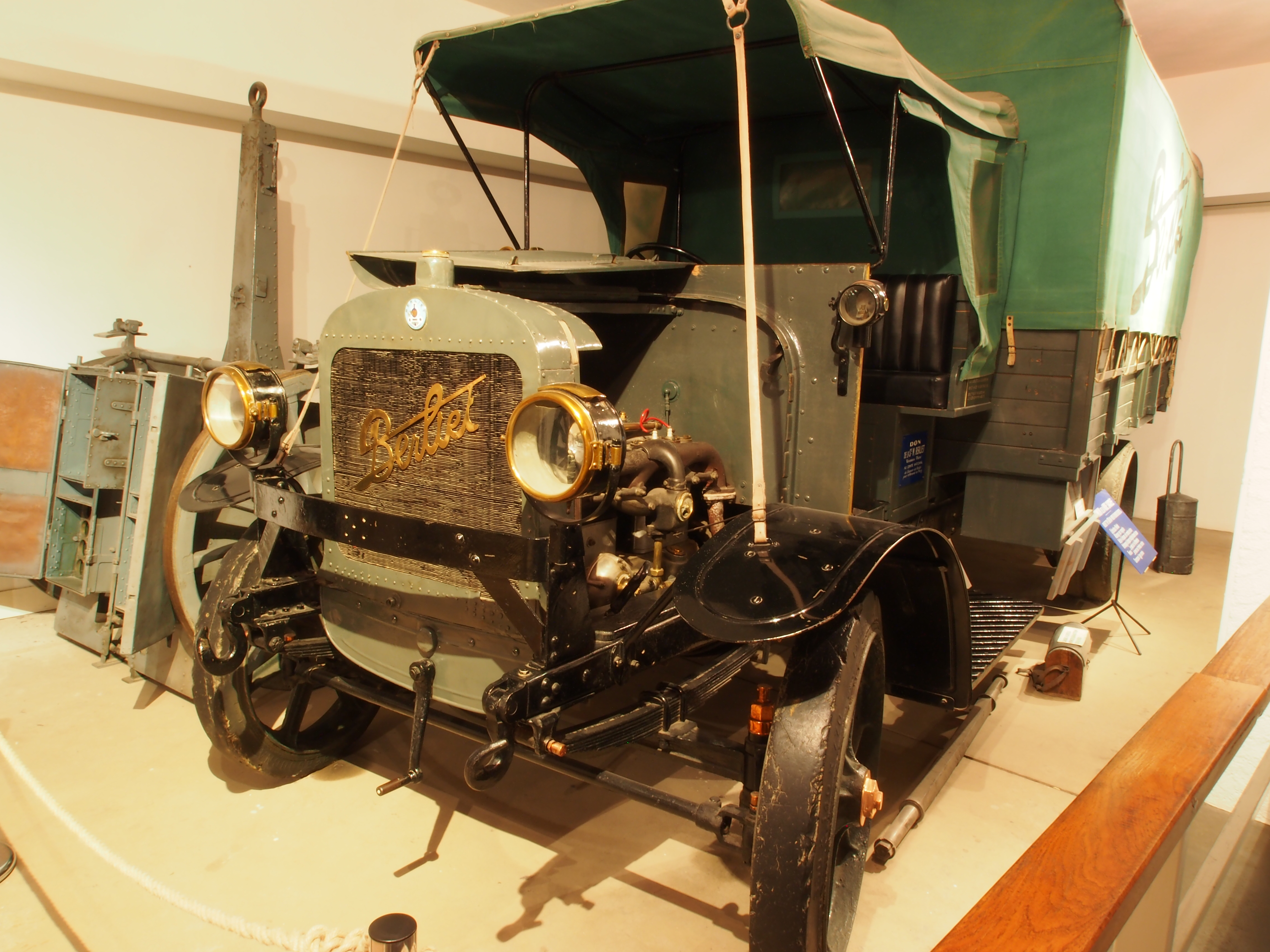
Berliet CBA vrachtwagen die veel werd gebruikt

Voie Sacrée (Frans voor 'gewijde of heilige weg') is de naam die na de Eerste Wereldoorlog door de schrijver en politicus Maurice Barrès werd gegeven aan de weg tussen de Franse steden Bar-le-Duc (Meuse) en Verdun. De naam is een verwijzing naar 'via sacra', de antieke benaming van de weg waarlangs de offerdieren in de oudheid naar het altaar werden gebracht.
Tijdens de oorlog werd de weg simpelweg la route genoemd. Hij vervulde in de strijd een belangrijke rol; het was namelijk de belangrijkste aanvoerlijn voor het Franse leger. Verdun was in een saillant komen te liggen, aan drie kanten ingesloten door Duitse troepen. De weg liep door de vallei van de Maas en het plateau van Bar. Vanaf februari 1916 tot september 1916 reden de vrachtwagens af en aan in twee eindeloze rijen. Rechts naar Verdun toe, links van Verdun af. In de acht dagen tot 6 maart reden 3500 vrachtwagens 190.000 man en 23.000 ton munitie naar het slagveld. Men heeft berekend dat op het hoogtepunt van de slag elke 14 seconden een voertuig voorbij reed, wat neerkomt op 250 vrachtwagens per uur.
Voor het onderhoud aan de weg werden steengroeven aangelegd, en 24 uur per dag gooiden hulptroepen van het territoriale leger steenslag op de weg die vervolgens door de massieve banden van de vrachtwagens werd vastgereden. Grondtroepen en vliegtuigen beveiligden de weg tegen vijandelijke aanvallen. Wanneer een vrachtwagen pech kreeg, reed die zo mogelijk onmiddellijk de weg af. Zo niet, dan sleepte de bemanning de wagen aan de kant, om te voorkomen dat de weg geblokkeerd raakte.
Parallel aan deze weg liep de Chemin de Fer Meusien of Petit Meusien, een smalspoorlijn in veldspoor aangelegd, die van groot aanvullend belang was voor de doorstroming van de Voie Sacrée. Heden ten dage bestaat deze weg nog steeds.

## Referentie
1. ↑  (fr)  La Voie Sacrée & l'arrière-front français, Verdun, partageons la grande histoire, Tourisme Verdun, 2023, p. 37